# L'étoile
L'étoile (en español, La estrella) es una opéra bouffe en tres actos con música de Emmanuel Chabrier y libreto en francés de Eugène Leterrier y Albert Vanloo.
Chabrier conoció a sus libretistas en la casa de un amigo mutuo, el pintor Gaston Hirsh, en 1875. Chabrier les interpretó las primeras versiones del romance "O petite étoile" y el conjunto "Le pal, est de tous les supplices..." (en palabras de Verlaine Leterrier y Vanloo la encontraron demasiado tosca y apagada). Estuvieron conformes en colaborar y Chabrier emprendió la composición con entusiasmo. La historia se hace eco de algunos de los personajes y situaciones del Fisch-Ton-Kan de Chabrier.
L'étoile se estrenó el 28 de noviembre de 1877 en el Théâtre des Bouffes Parisiens de Offenbach. En su temporada inicial la orquesta modesta quedó horrorizada con la dificultad de la partitura de Chabrier, que era mucho más sofisticado que cualquier otra cosa que Offenbach escribió para el pequeño teatro del bulevar.
Esta obra rara vez se representa en la actualidad; en las estadísticas de Operabase aparece con sólo 13 representaciones en el período 2005-2010, siendo la primera de Chabrier.

## Personajes
| Personaje                                                         | Tesitura         | Reparto del estreno, 28 de noviembre de 1877 (Director: Léon Roques) |
| ----------------------------------------------------------------- | ---------------- | -------------------------------------------------------------------- |
| Ouf 1.er, rey de los 36 reinos                                    | tenor            | Daubray                                                              |
| Siroco, astrólogo                                                 | bajo             | Étienne Scipion                                                      |
| Príncipe Hérisson de Porc-Epic, embajador de la corte de Mataquin | barítono         | Jolly                                                                |
| Tapioca, secretario de Hérisson                                   | tenor            | Jannin                                                               |
| Lazuli                                                            | mezzosoprano     | Paola Marié                                                          |
| La princesa Laoula                                                | soprano          | Berthe Stuart                                                        |
| Aloès, esposa de Hérisson                                         | mezzosoprano     | Luce                                                                 |
| Oasis, dama de honor                                              | soprano          | Blot                                                                 |
| Asphodèle, Youca, Adza, Zinnia, Koukouli, damas de honor          | sopranos, mezzos |                                                                      |
| Jefe de policía                                                   | papel hablado    | Pescheux                                                             |
| Coro: Pueblo, guardias, cortesanos                                |                  |                                                                      |